# 雄別炭山駅
雄別炭山駅（ゆうべつたんざんえき）は、北海道釧路市阿寒町雄別にあった、雄別鉄道雄別本線の駅である。同線の終着駅であり、雄別炭鉱からの石炭積み出しに使われた。同線の廃線とともに廃駅となった。

## 概要
当路線の終着駅として設けられたが、当初は運輸事務所も無く、大祥内（おしょうない）専用線からの炭車の組み換えと蒸気機関車への給炭水を行うだけの中間駅的な存在でしか無かった。雄別通洞の完成により駅構内端に設けられたホッパーから積出しが始まると、積出線や坑木線など多くの側線が敷かれて、炭鉱山元の駅らしくなっていった。大祥内専用線時代は専用線の強い曲率線形（最小R80）により小型の非力な機関車を使用せざるを得ず、勾配がきついため逸走事故が多く発生していた。このため当駅の数カ所に逸走止線が設けられていた。また当駅が終点であるが、大祥内専用線では初期は貨車で、後には小型客車で作業員の輸送も行なっていた。貨車の場合、石炭で満車の時は荷の上にしがみついている外は無く、危険であった。

## 歴史
- 1923年（大正12年）
  - 1月17日：北海炭礦鉄道 釧路駅 - 当駅間開業に伴い開業[2]。一般駅。
  - 前半期?：大祥内坑大曲選炭機[注釈 6]までの大祥内専用線開通。
- 1938年（昭和13年）：雄別通洞完成に伴い当駅構内の新選炭機から石炭積出し。
- 1941年（昭和16年）頃：大祥内専用線廃止（馬車軌道に転換）。
- （時期不明）：運輸事務所が新釧路駅から移転。
- 1945年（昭和20年）：起点42.0 kmから舌辛川河原へズリ捨用分岐側線約0.78 km設置（廃線まで残る）。
- 1947年（昭和22年）
  - 10月以前：当駅 - 古潭駅間の通勤列車運用に先立ち、既設単式ホームの1番ホームの古潭駅寄りを切り欠いて0番ホーム開設。
- 昭和30年代：ディーゼルカー導入により列車増発体制となり島式ホーム（3・4番ホーム）増設及び跨線橋設置。
- 1957年（昭和32年）頃：導入機関車に合わせて転車台を径の大きいものに更新。
- 1970年（昭和45年）4月16日：路線廃止に伴い廃駅。

## 駅構造
駅舎は西側に位置していた。
通洞完成前はコンクリート製単式ホーム1面1線（1番線）の外3本の操車場 (鉄道)#構内・留置線（2 - 4番線）を有し、そこから北へ大祥内専用線と機関庫線、検車線が分かれ、大祥内専用線起点にも2本の仕訳・留置線を有していた。
通洞完成後の最終的な当駅の状況は、切り欠きホームを有するコンクリート製単式ホーム1面2線と中線を挟んで木造の島式ホーム1面2線、駅舎横北側に貨物ホームと引込線、北側ヤードには選炭機と積込線3本、留置線3本、機関庫線、検車線、そのほか坑木線など側線数本を有した。
また、運輸事務所が新釧路駅から移転して設置され、修繕工場もあり、旅客ホーム間に跨線橋が設置されていた。

## その他
- 炭鉱の閉山が50年が経過した2020年（令和2年）冬に釧路市立博物館で企画展「雄別炭砿閉山50年 雄別・尺別・上茶路」が開催され、当時の駅名看板や資料の展示が行われた[3]。なお、同年秋には釧路市立博物館で「雄別炭砿閉山50年 映像上映会」がプレ企画として開催された[4]。

## 隣の駅
雄別鉄道
雄別本線
真澄町駅 - 雄別炭山駅